# Wyższa Szkoła Inżynieryjno-Ekonomiczna w Rzeszowie
Wyższa Szkoła Inżynieryjno-Ekonomiczna w Rzeszowie – nieistniejąca uczelnia rzeszowska powołana do istnienia decyzją Ministra Edukacji Narodowej w dniu 2 sierpnia 2000 roku. Założycielem Uczelni był „STUDENT” Sp.z o.o. Szkoła prowadziła kształcenie na studiach I i II stopnia oraz podyplomowych. Uczelnia została postawiona w stan likwidacji 4 sierpnia 2023, a wykreślenia z ewidencji 18 marca 2024 roku.

## Władze uczelni
- Rektor: dr Sylwia Pelc
- Kanclerz: mgr Jolanta Ptaszek
- Dziekan Wydziału Przedsiębiorczości: dr inż. Anna Szopińska

## Kształcenie
Uczelnia dawała możliwość podjęcia studiów inżynierskich i magisterskich uzupełniających prowadzonych na kierunku Geodezja i Kartografia oraz siedmiu kierunkach prowadzonych w ramach studiów podyplomowych.
Studia podyplomowe

- Coach – trener biznesu
- Zarządzanie zasobami ludzkimi
- Wycena nieruchomości
- Planowanie i gospodarka przestrzenna
- Redakcja map*
- Geodezyjne pomiary podstawowe*
- Fotogrametria i teledetekcja*

*uprawnienia geodezyjne bez egzaminu